# Automóvel híbrido elétrico
Lohner-Porsche, fabricado de 1900 
a 1905, o primeiro automóvel 
híbrido da história.
Um automóvel híbrido  é um automóvel que tem um motor de combustão interna, normalmente a gasolina, e um motor eléctrico que permite manter o motor de combustão funcionando a baixas rotações, ou em certos momentos não funcionando, e, desse modo, reduzir o consumo de combustível e a emissão de poluentes.
Como exemplo, tem-se um automóvel que combine motor a combustão e motor elétrico na realidade é um veículo elétrico alimentado pela energia cinética proveniente da queima de combustível. Este é o modelo mais difundido nas locomotivas e geradores diesel-elétrico.
Embora o automóvel híbrido polua menos do que os automóveis somente com motor a combustão, seus custos são altos se comparados à diferença de emissão de poluentes. Por enquanto, apenas automóveis caros dispõem dessa tecnologia.[carece de fontes?] Porém a previsão é de que com o tempo a tecnologia se torne mais barata.
Atualmente, o mercado brasileiro de automóveis vem buscando adaptação por se tratar de um veículo de alta tecnologia. No Brasil, observa-se as altas taxas para importação dessa tecnologia, já nos Estados Unidos esse tipo de tecnologia já existe desde 2001, quando foi lançado e testado o Prius Hybrid, esse veículo apresentou falhas após 10 anos mas a Toyota repara gratuitamente por reconhecerem suas falhas técnicas naquele lançamento.[carece de fontes?]
O governo busca implantar essa tecnologia no transporte coletivo, como em ônibus (autocarros), para melhorar a qualidade do ar nos grandes centros urbanos, que é cada vez pior. Estes diferem dos trólebus por não possuírem fiação aérea para fornecer energia, podendo circular em qualquer lugar; o trólebus só pode trafegar onde exista esse suporte.
Essa tecnologia também pode ser aplicada na categoria de carros esportivos, como o BMW i8.

## Economia de combustível
A economia de combustível dos veículos híbridos decorre de alguns fatores:
1. Redução do tamanho dos motores a combustão: Na ausência de um motor elétrico, a potência máxima disponível depende de motores maiores, que dissipam mais potência e consomem mais combustível. Por outro lado, quando se pode contar com o auxílio de um motor elétrico, pode-se adotar um motor a combustão dimensionado para a potência média, e, portanto, menor.[3]
2. Utilização do Ciclo de Atkinson que propícia maior eficiência energética do que o Ciclo de Otto.
3. Frenagem regenerativa parte da potência de frenagem é eletromagnética e transforma energia cinética em energia elétrica que pode ser armazenada.
4. Desligamento do motor a combustão (Sistema Start/Stop) em situações nas quais a potência do motor elétrico é suficiente (ex. engarrafamentos), o que evita que o motor a combustão fique trabalhando abaixo do ponto no qual propicia baixa proporção de energia útil (energia total - energia dissipada).[4][5]
5. Possibilidade de captação de energia solar[6][7] ou eólica.[8][9][10][11]

## Classificação dos híbridos
Há três tipos de automóvel híbrido:

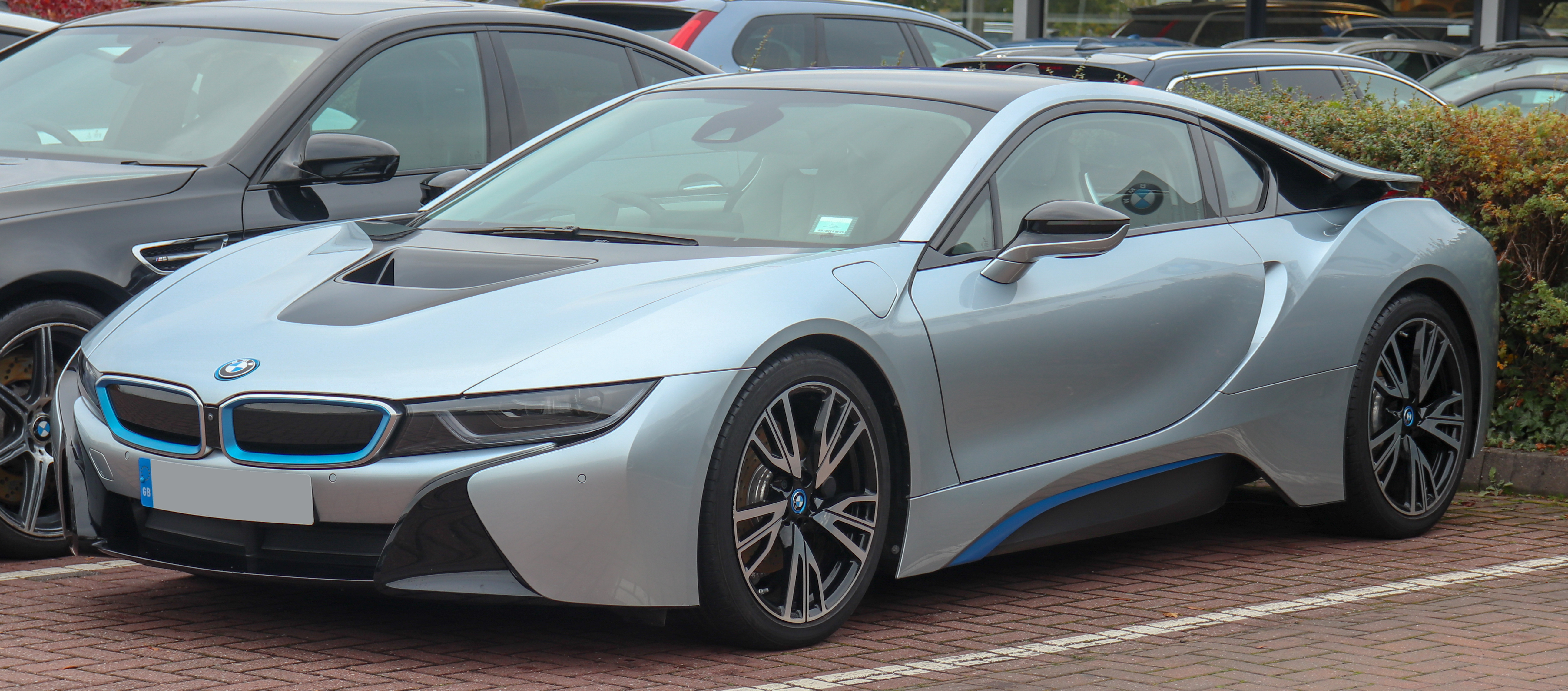
BMW i8

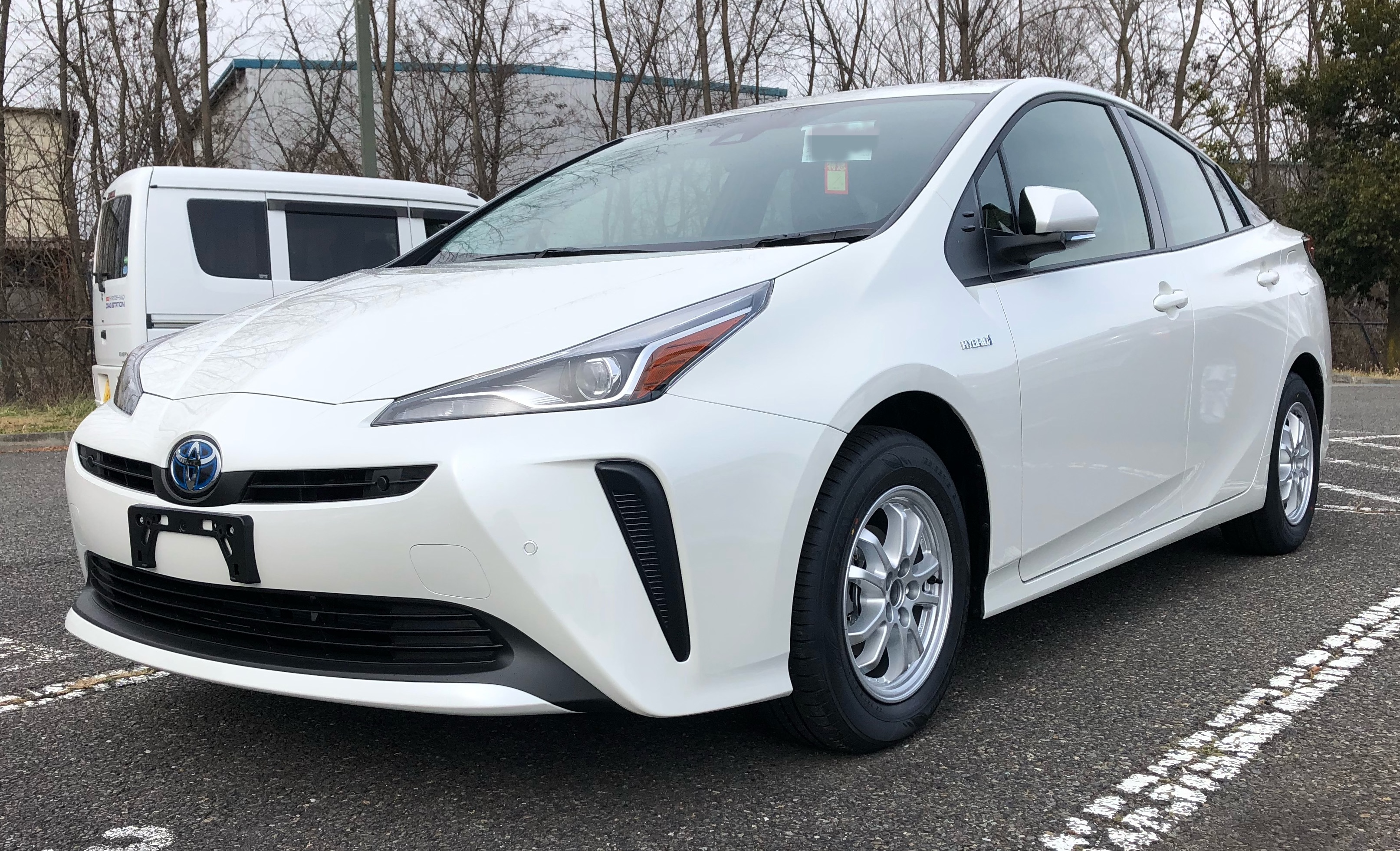
Toyota Prius

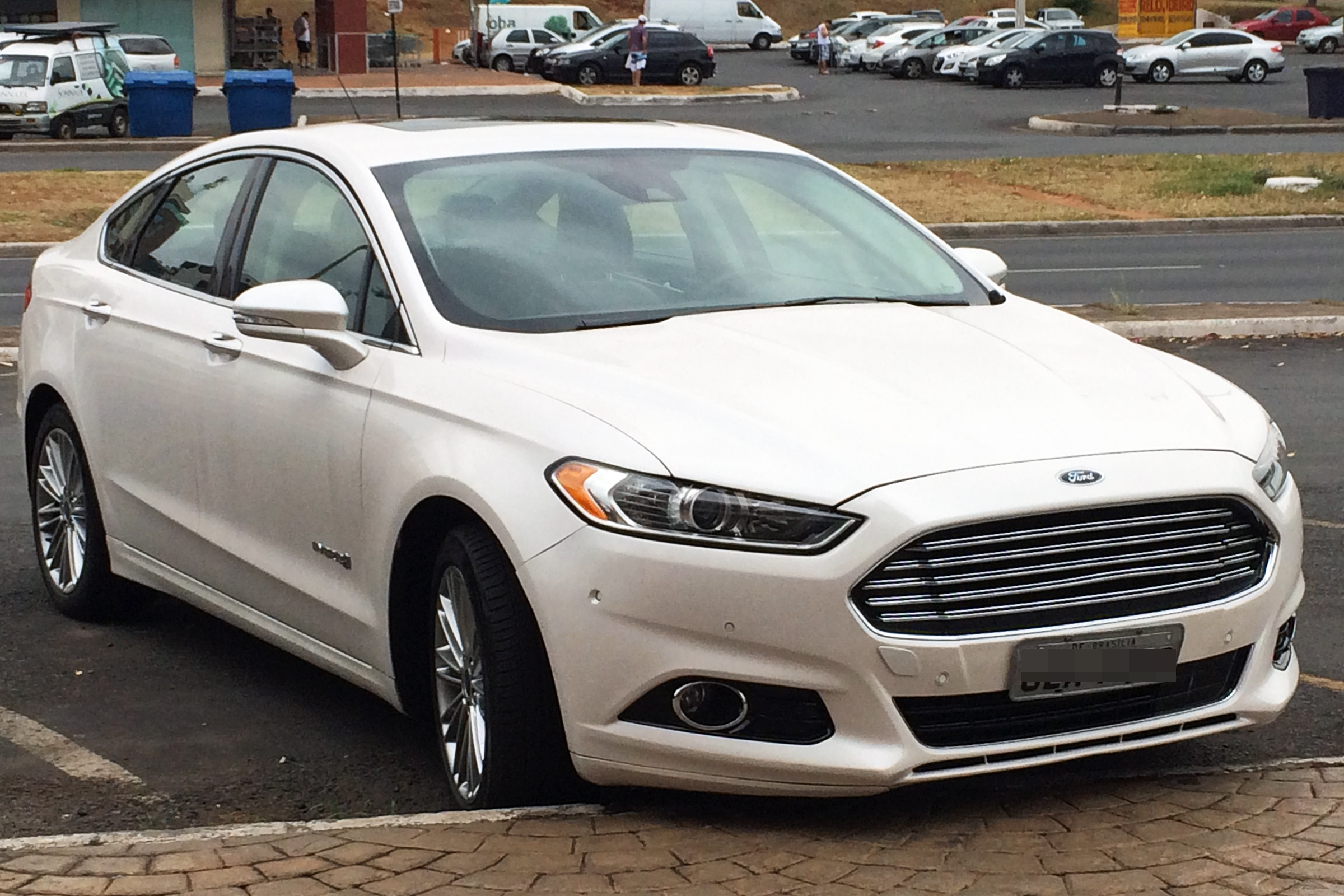
Segunda geração do Ford Fusion Hybrid em Brasília.

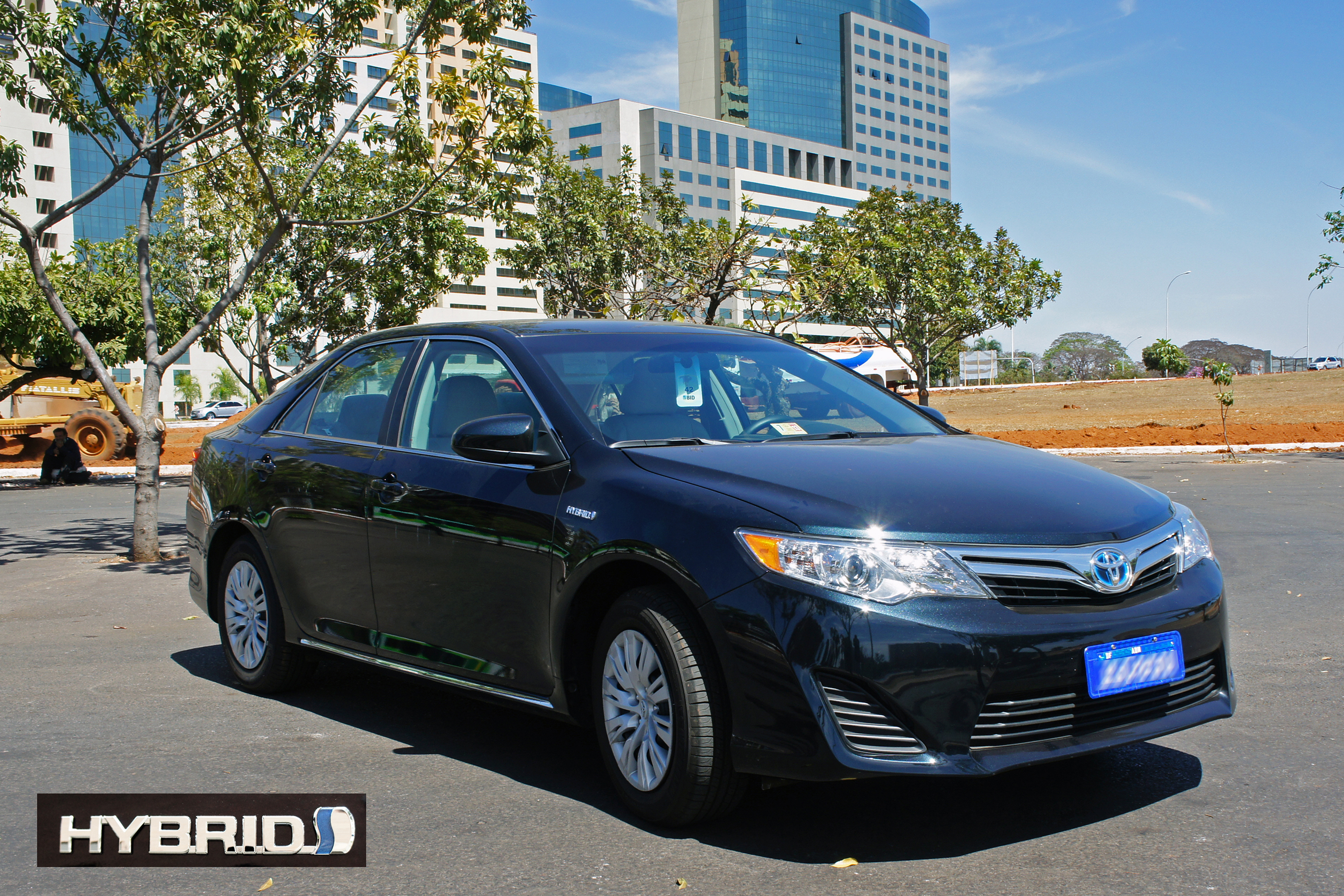
Segunda geração do Toyota Camry Hybrid em Brasília.

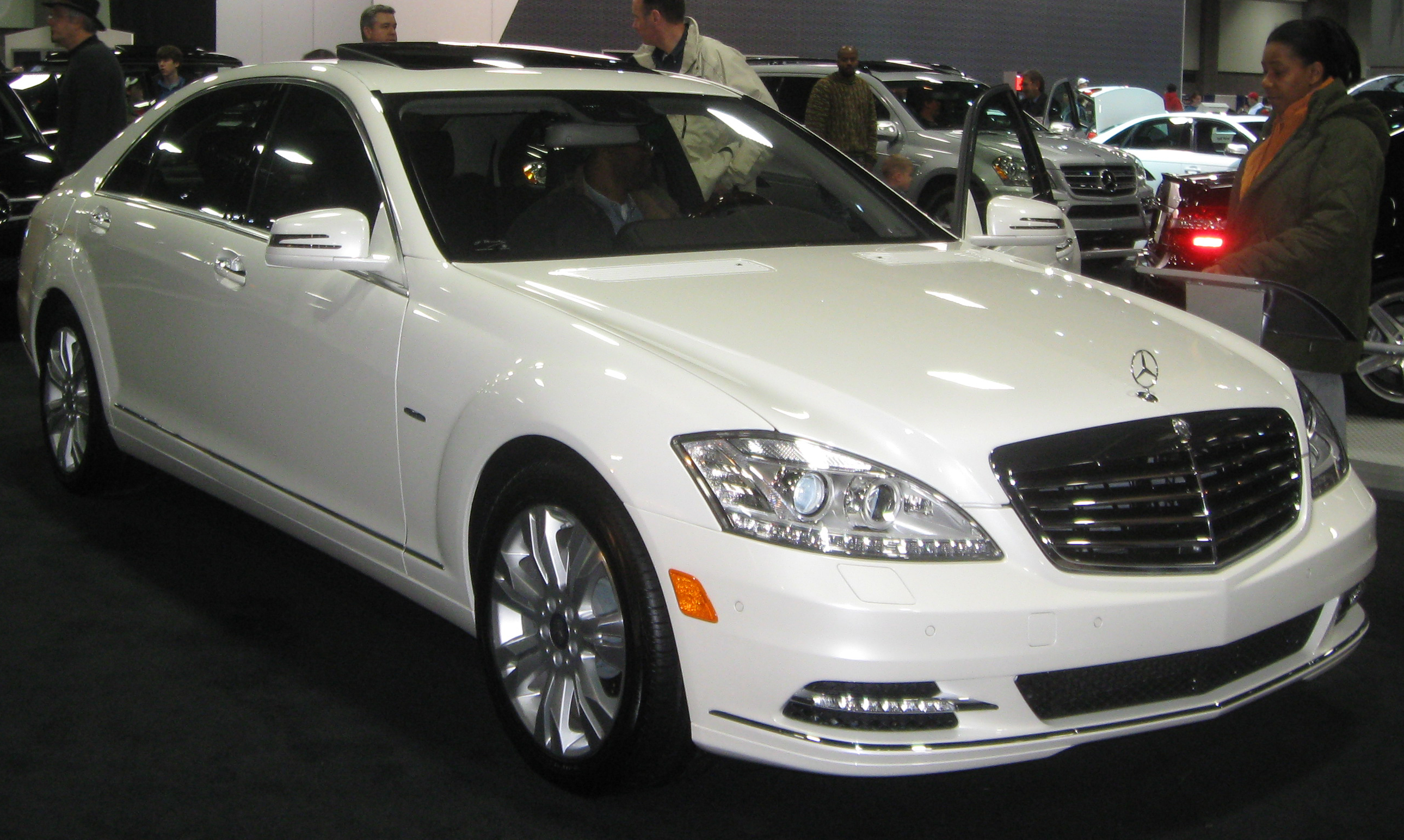
Mercedes-Benz S400 Hybrid.

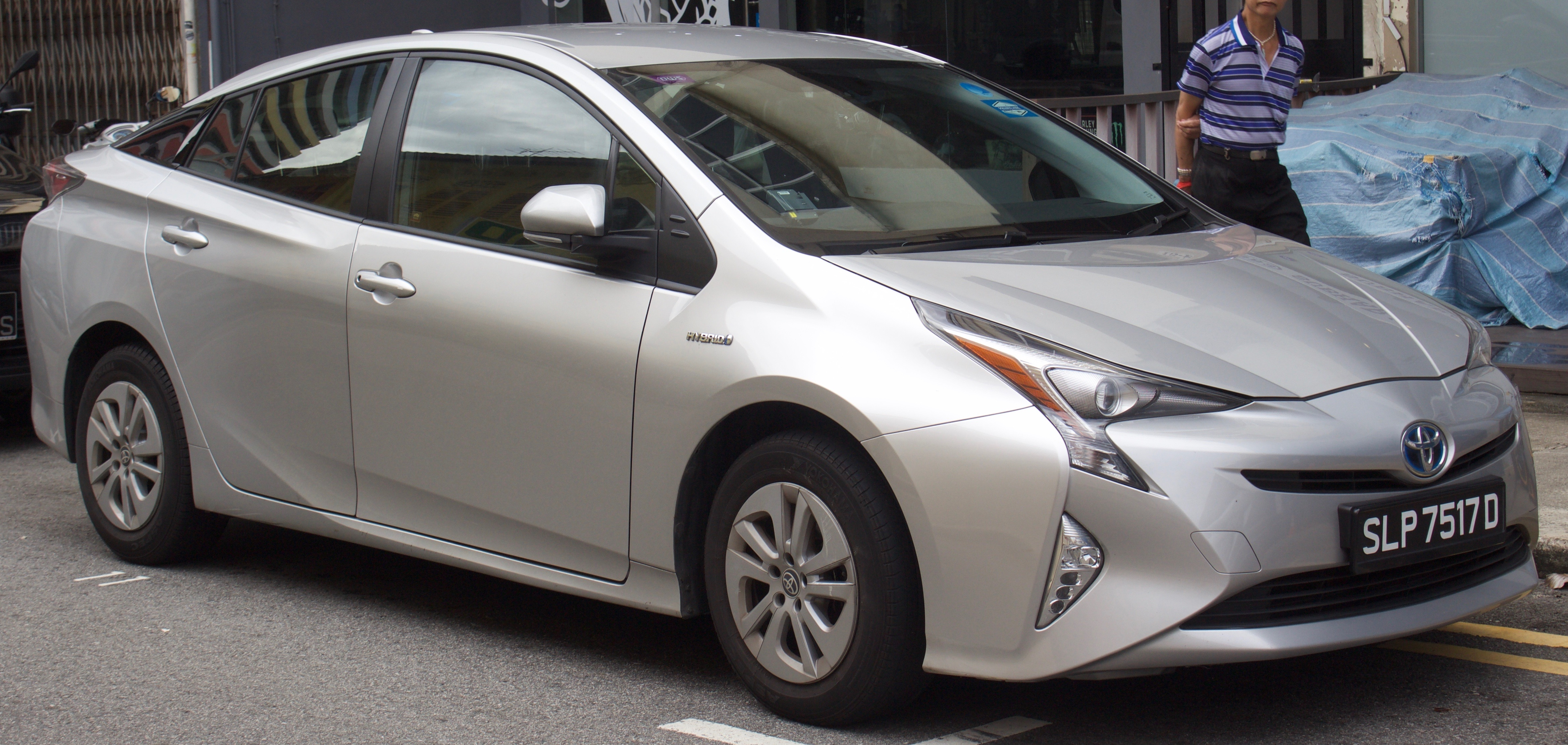
Quarta geração do Toyota Prius.

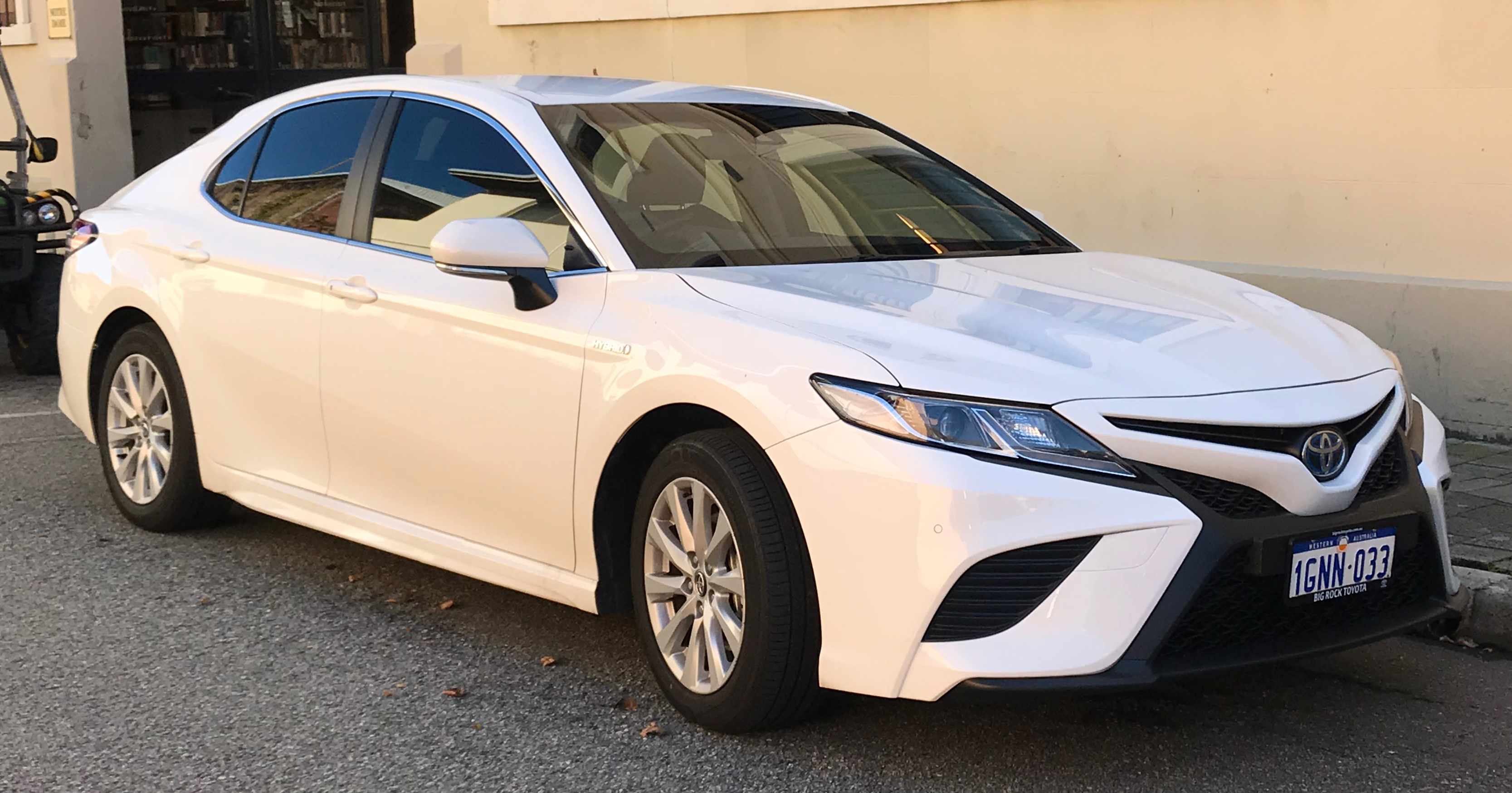
Novo 2018 Toyota Camry Hybrid (XV60)‎, terceira geração do modelo híbrido

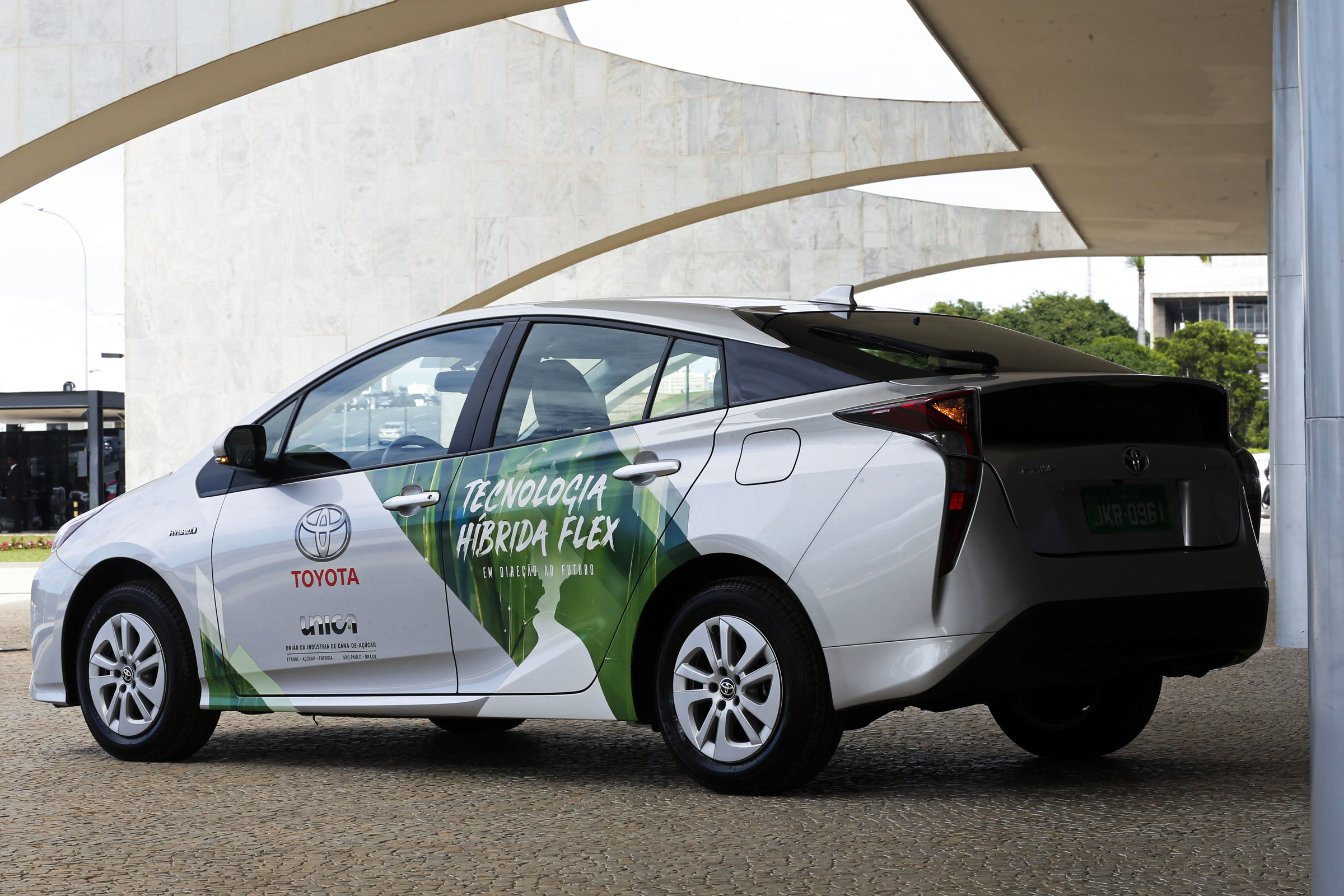
Primeiro carro híbrido flex no Brasil testado com um Toyota Prius como protótipo.

- Nos primeiros automóveis híbridos o motor a combustão é responsável pela locomoção do automóvel e o elétrico era um auxílio extra para melhorar o desempenho do mesmo. Este tipo é bastante usado em automóveis de pequeno porte e é conhecido como híbrido-paralelo (ex. Honda Insight[15]).
- Outro método utilizado é o motor elétrico ser responsável pela locomoção do automóvel, sendo que o motor a combustão apenas movimenta um gerador responsável por gerar a energia necessária para o automóvel se locomover e para carregar as baterias. Geralmente automóveis de grande porte utilizam esse sistema, conhecido como híbrido-série.

- O terceiro é o sistema híbrido misto, que combina aspectos do sistema em série com o sistema paralelo, que tem como objetivo maximizar os benefícios de ambos. Esse sistema permite fornecer energia para as rodas do veículo e gerar eletricidade simultaneamente, usando um gerador, diferentemente do que ocorre na configuração paralela simples. É possível usar somente o sistema elétrico, dependendo das condições de carga. Também é permitido que os dois motores atuem de forma simultânea (ex. Toyota Prius[16]).

## História
O Toyota Prius, lançado no mercado japonês em 1997, foi o primeiro veículo híbrido produzido em serie e virou o automóvel híbrido mais vendido do mundo. Em 2001, foi lançado em outros mercados a nível mundial. A segunda geração do Prius foi lançado em 2004 e a terceira em 2009. A quarta geração do Prius convencional foi lançado no mercado japonês em dezembro de 2015, e na Europa e na América do Norte ao início de 2016.
Em 2016, o Prius é vendido em 90 países e regiões, sendo o Japão e Estados Unidos os maiores mercados, com vendas acima de 1,6 milhões em cada país. Em maio de 2008, as vendas globais do Prius atingiram a marca de um milhão de veículos, e em setembro de 2010, o Prius conseguiu vendas acumuladas de 2 milhões de unidades no mundo inteiro, e de 3 milhões em junho de 2013. Em abril de 2016, o Prius convencional é o automóvel híbrido de maior venda no mundo com um total de 3,73 milhões de unidades vendidas. A familia Prius atingiu vendas globais de 5,7 milhões em abril de 2016, representando 63% dos 9 milhões de veículos híbrido vendidos pela Toyota desde 1997.

## Brasil
O Mercedes-Benz S400 foi o primeiro automóvel híbrido lançado no Brasil a um preço de R$426.000 em abril de 2010. A versão brasileira do Ford Fusion Hybrid foi apresentada no Salão do Automóvel de São Paulo em outubro de 2010. As vendas começaram em novembro de 2010 a um preço de R$133.900. O Fusion Hybrid é o primeiro modelo do tipo híbrido completo (em inglês:  full hybrid) enquanto o S400 é um híbrido leve (em inglês:  mild hybrid), no qual a função do motor elétrico somente é complementar e não pode movimentar o carro por conta própria.
A Toyota inicialmente anunciou em outubro de 2011 o lançamento do Toyota Prius no mercado brasileiro no segundo semestre de 2012. O preço do Prius estaria numa faixa entre R$100.000 e R$130.000, sem incentivos fiscais que ainda estavam sendo negociados com o Governo Federal. As vendas do Toyota Prius no Brasil começaram em janeiro de 2013 a um preço de R$120.830. A quarta geração do Prius foi lançada no Brasil em junho de 2016, custando R$119.950, em versão única. O novo Prius é o automóvel mais econômico disponível no mercado brasileiro, e gasta 18,9 km/l, em cidade, e 17 km/l, em rodovias.
Os automóveis híbridos tem tido uma penetração limitada no Brasil. Um total de 131 híbridos foram vendidos em 2012 e 432 em 2013. A maioria dos modelos vendidos são Toyota Prius e Ford Fusion Hybrid. Desde janeiro de 2013, quando a Toyota decidiu importá-lo do Japão, até março de 2016, um total de 673 unidades foram vendidas. Mais 83 unidades foram vendidas em abril de 2016 para um total de 756 Prius vendidos no Brasil. O Ford Fusion Hybrid, que custa pouco mais de R$140 mil, emplacou 7.410 unidades em 2015 e mais 1.200 em 2016 até abril.
Em 2023, 58 modelos híbridos e híbridos plug-in são oferecidos no país com preços variando entre R$ 139.990 (Kia Stonic e Arrizo 6 Pro) e R$ 1.258.000 (Range Rover), oferta superior aos 39 modelos oferecidos em 2022. Entre 2017 e 2022, foram comercializados cerca de 110.137 veículos híbridos e híbridos plug-in, um aumento de mais de 3.220% se comparado aos 3.315 modelos licenciados entre 2008 e 2016.

## Incentivos
Em maio de 2014, a Prefeitura de São Paulo aprovou a Lei 15.997/14 que prevê que carros elétricos, híbridos e a célula de hidrogênio emplacados na cidade recebam de volta 50% do IPVA pago, que corresponde a parte que cabe à Prefeitura, já que o imposto é estadual. A devolução do IPVA é limitada a R$10.000 e vale 5 anos. O carro não pode custar mais de R$150.000. Estes carros com propulsão alternativa também estarão isentos do rodízio de veículos de São Paulo. A prefeitura tem 30 dias para regulamentar a lei e detalhar como ela será cumprida. A legislação de São Paulo procura estimular a adoção de políticas semelhantes em outras cidades brasileiras. Até setembro de 2014 o governo federal ainda está avaliando opções para definir uma política que incentive carros elétricos e híbridos no país. Em julho de 2013, a Associação Nacional dos Fabricantes de Veículos Automotores (Anfavea) entregou proposta para viabilizar a venda e o desenvolvimento destes modelos no Brasil ao Ministério do Desenvolvimento, Indústria e Comércio Exterior (MDIC).

## Lista de automóveis híbridos

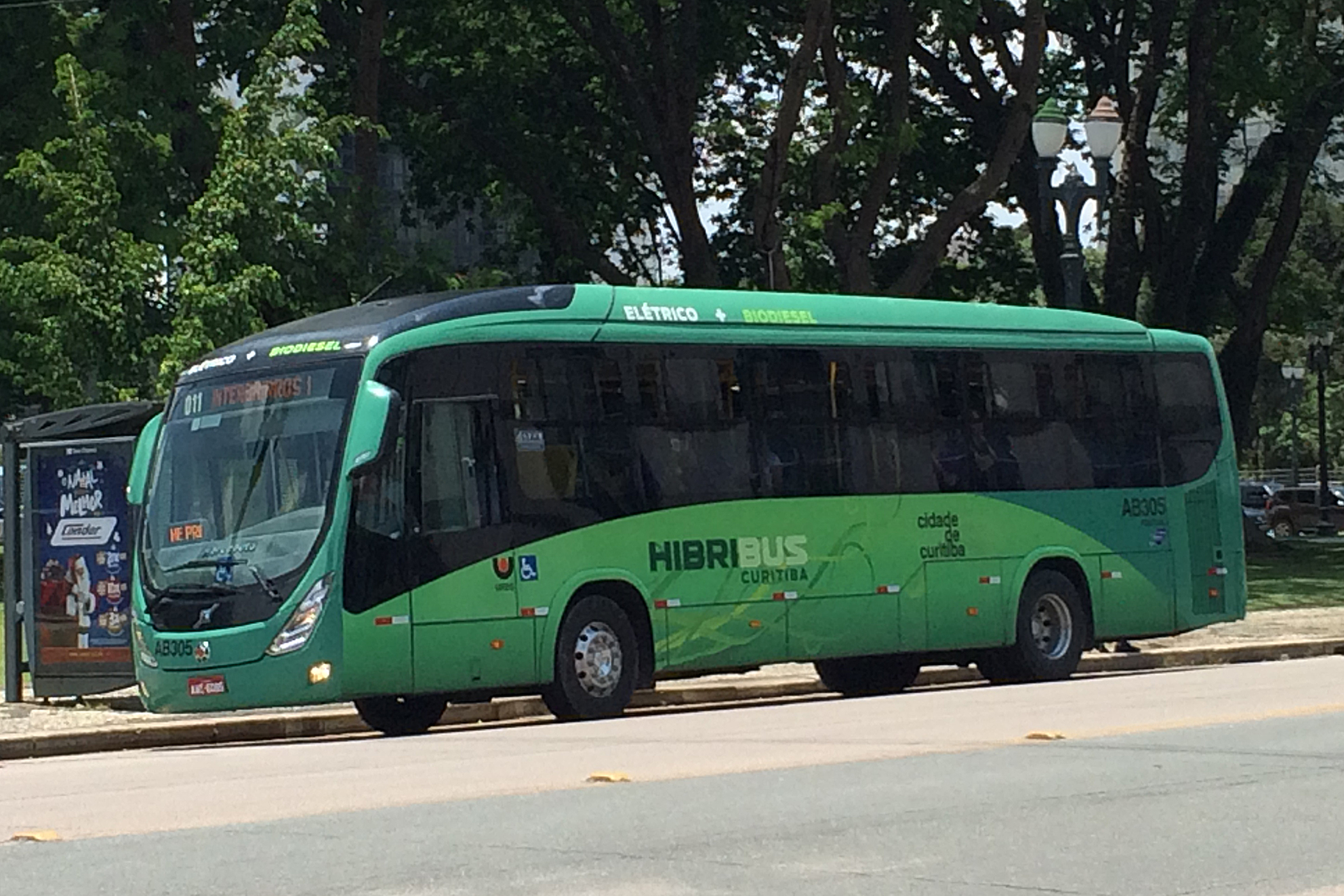
Ônibus híbrido biodiesel-elétrico fabricado pela Volvo no Brasil operando em Curitiba.

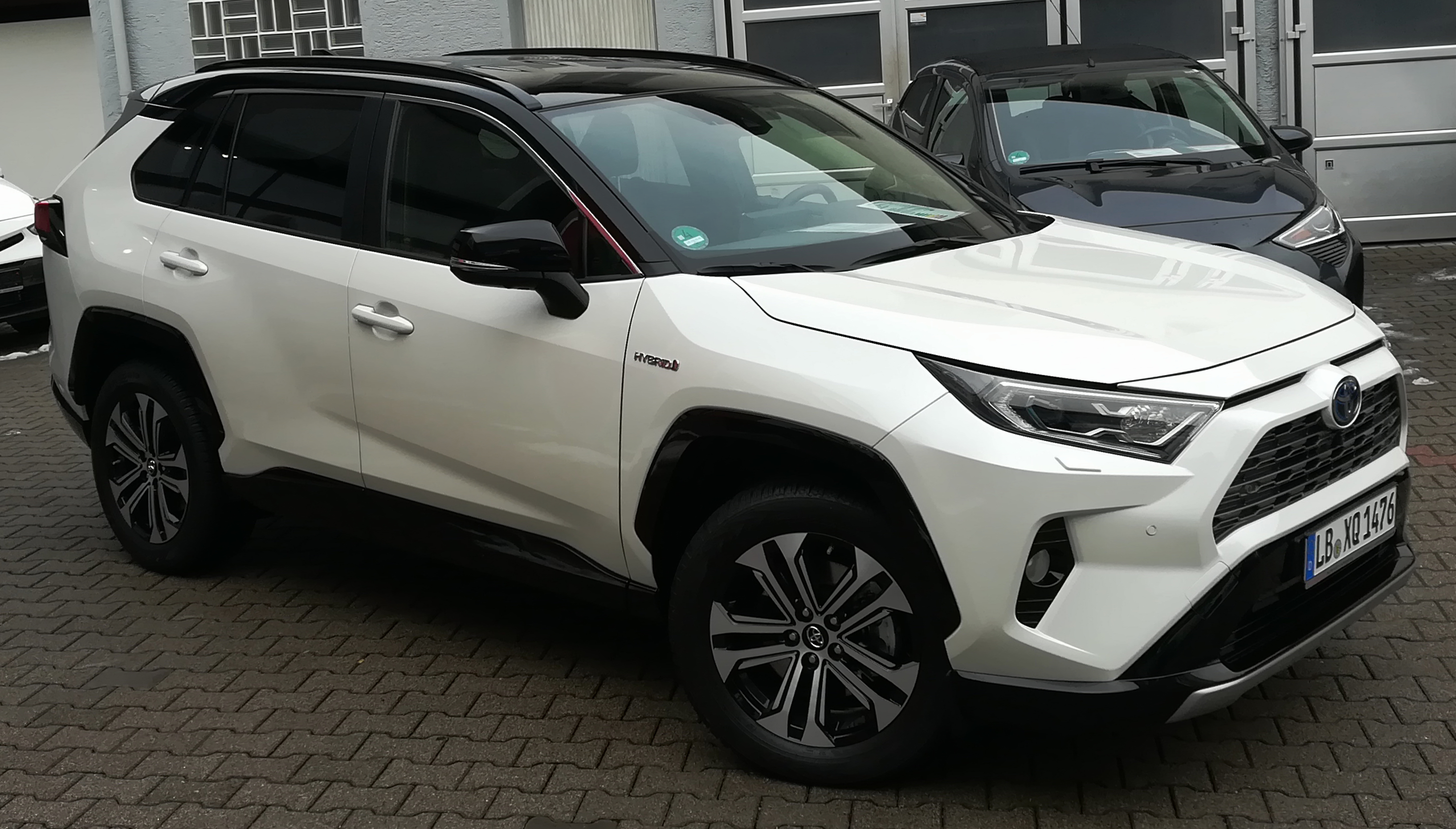
Toyota RAV4 Hybrid.

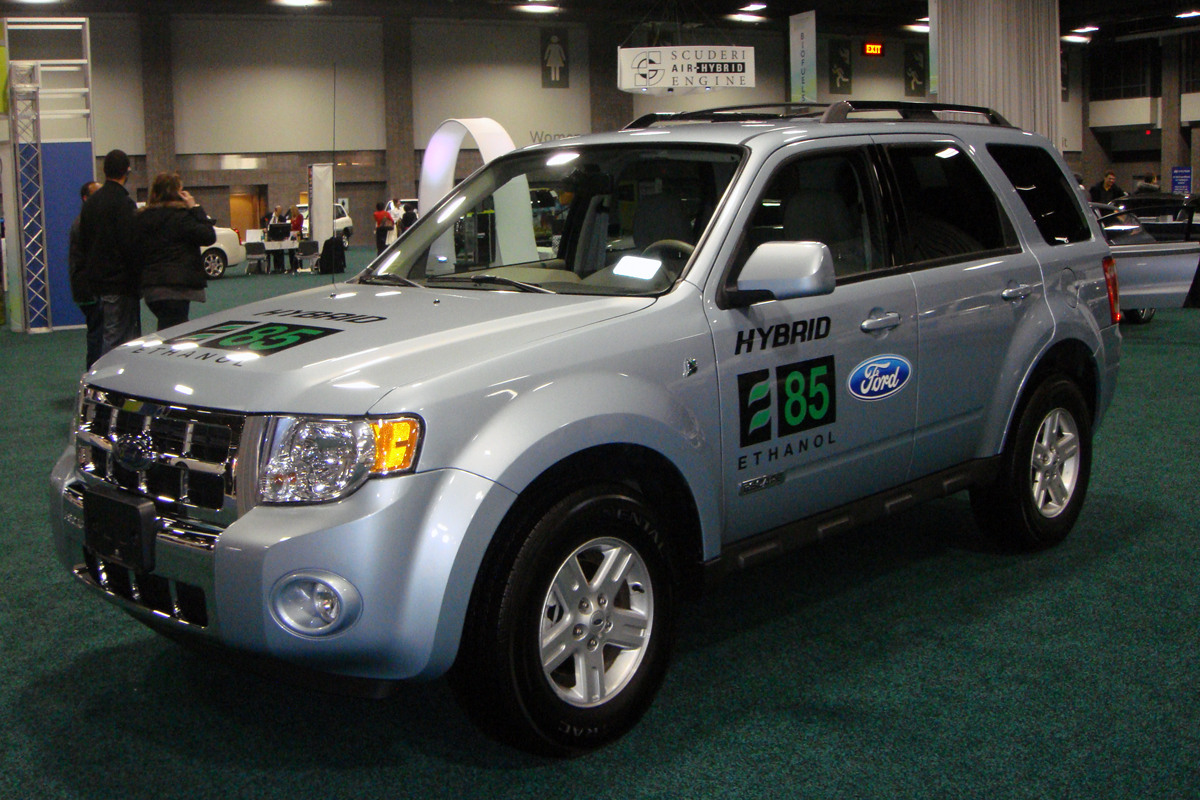
Ford Escape Hybrid flex (E85).

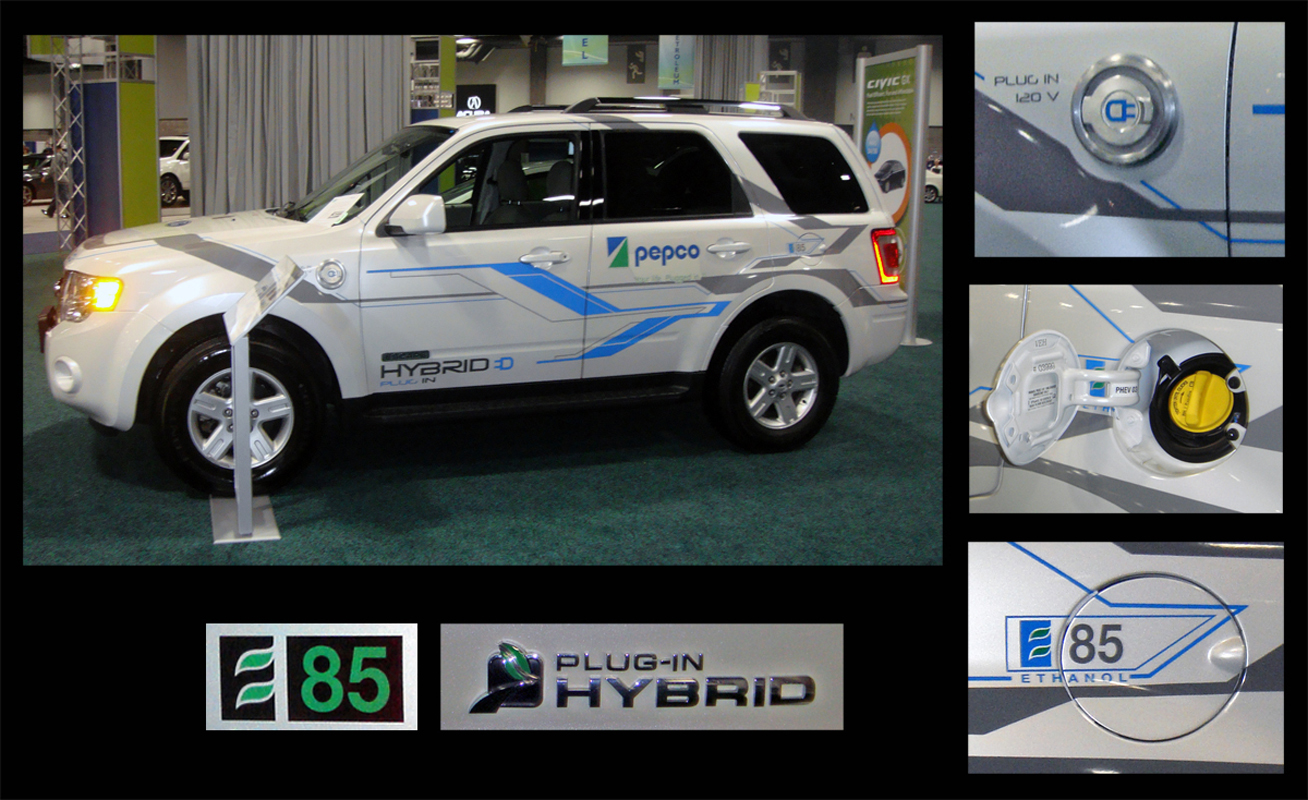
Ford Escape flex (E85) híbrido plug-in.

- Audi A2 Hybrid
- BMW ActiveHybrid 7
- BMW ActiveHybrid X6
- BMW i3
- BMW i8
- Chevrolet Bolt
- Chevrolet Volt (híbrido plug-in)
- Ford Escape Hybrid
- Ford Fusion Hybrid
- Honda Accord Hybrid
- Honda Civic Hybrid
- Honda CR-Z
- Honda Insight
- Hyundai Elantra LPI Hybrid
- Hyundai Sonata Hybrid
- Kia Optima Hybrid
- Lexus CT 200h
- Lexus HS 250h
- Lexus GS 450h
- Lexus RX400h/450h
- Lincoln MKZ Hybrid
- Mitshubishi Outlander PHEV
- Mercedes-Benz S400
- Mercedes-Benz ML450
- Mercury Milan Hybrid
- Nissan Altima Hybrid
- Peugeot 3008 Hybrid
- Porsche Panamera S E-Hybrid
- Toyota Avalon Hybrid
- Toyota Camry Hybrid
- Toyota Highlander Hybrid
- Toyota Prius
- Toyota Prius Plug-In Hybrid (híbrido plug-in)
- Toyota Prius c
- Toyota Prius v
- Toyota RAV4 Hybrid
- Volkswagen Touareg V6 Hybrid